# 瓦硐澚
瓦硐澚，是澎湖自清治時期至日治初期的一個行政區劃，其範圍即今澎湖縣的白沙鄉南部及中北部。
瓦硐澚被鎮海澚分隔成兩部分。南半部飛地的南邊東、西兩邊瀕海，其南邊以淺灘與橋樑與鼎灣澚相連，北邊與鎮海澚相連。北半部澚本部地區的北邊與南邊瀕海，其東邊為赤崁澚、鎮海澚，西邊為通梁澚。

## 管轄街庄鄉
瓦硐澚共轄5個鄉：
- 今白沙鄉境內：中墩鄉、城前鄉、港尾鄉、瓦硐鄉（古名巷港）、後藔鄉